# 正真院
正真院（しょうしんいん）は、長野県安曇野市にある曹洞宗の寺院。山号は梅林山。本尊は聖観世音菩薩。

## 概要
元亀元年（1570年）大町の大沢寺6世山舜嶺宥和尚が天満沢の地に入り、村民の崇敬を受け桜沢寺を建立したが、戦火で焼失。天正16年（1588年）に細萱内記によって旧小岩嶽城主・古厩氏の堀屋敷跡に移転、2世関州租透を開山として中興、江戸時代初期に古厩氏の城館跡にあたる現在地に移転した。慶安年間、5世月舩正浦の代に朱印15石を江戸幕府より安堵された。文化8年（1811年）に諸伽藍が焼失、翌年から順次再建するが、明治3年（1870年）廃仏毀釈により廃寺となるが、同25年（1892年）祖門透道が廃寺となっていた楡村の龍峰寺の本尊を勧請して再興した。大正時代には松尾寺から山門が移築された。

## 境内
- 本堂
- 山門
- 庫裡
- 九輪音堂
- 観音堂
- 禅堂
- 衆寮